# ایستون (پنسیلوانیا)
ایستون (به انگلیسی: Easton) شهری در ایالت پنسیلوانیا کشور ایالات متحده آمریکا است که جمعیت آن در سرشماری سال ۲۰۱۰ میلادی، ۲۶٬۸۰۰ نفر بوده‌است.